# Maxillaria melina
Maxillaria melina är en orkidéart som beskrevs av John Lindley. Maxillaria melina ingår i släktet Maxillaria och familjen orkidéer. Inga underarter finns listade i Catalogue of Life.